# Vallée du Fango

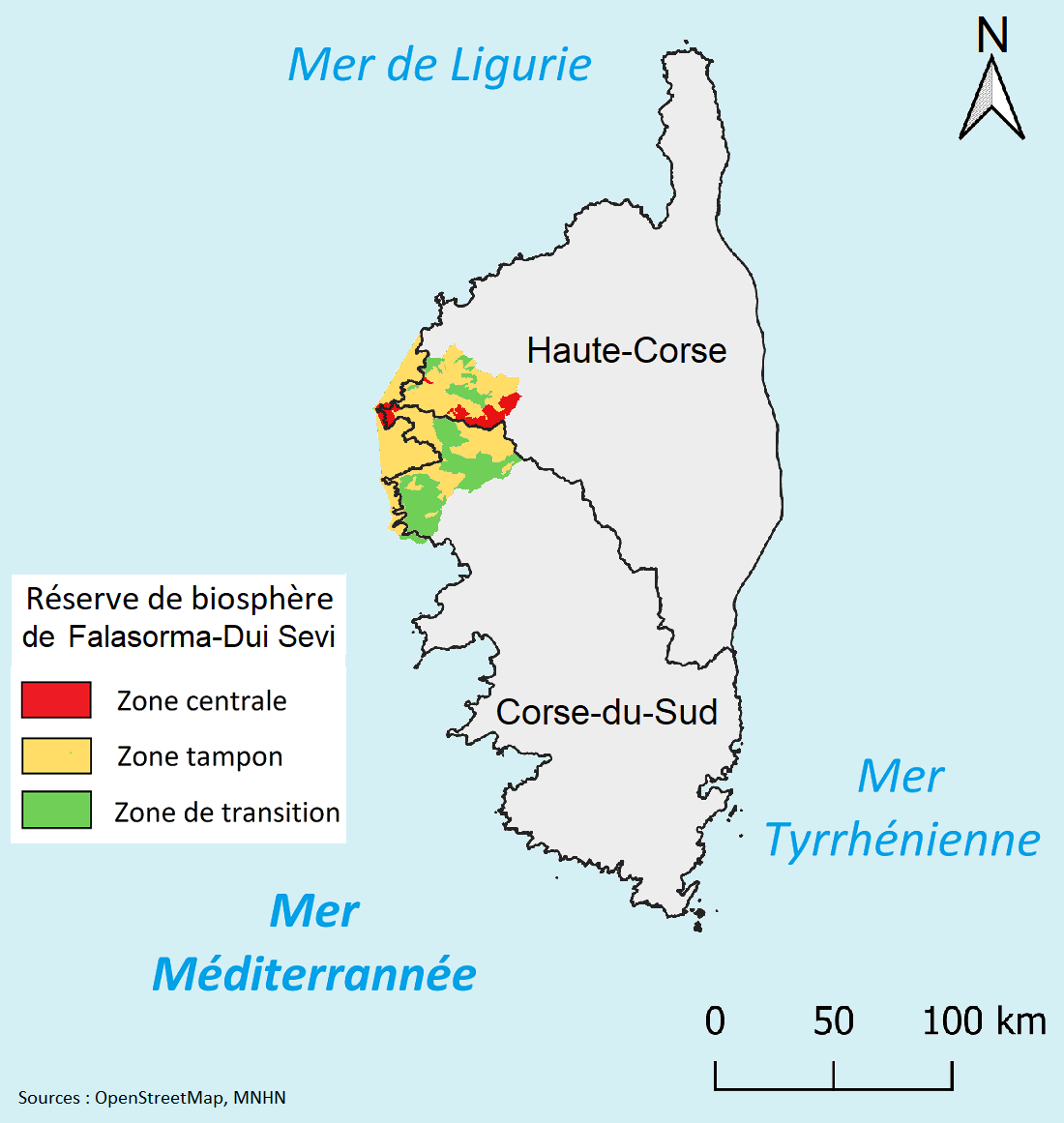
Carte de la réserve de biosphère avec son zonage.

La vallée du Fango (parfois orthographiée vallée du Fangu) a été désignée réserve de biosphère par l'UNESCO le 1er mars 1977 puis couvrant une zone plus étendue, sous l'appellation "Falasorma-Dui Sevi" depuis 2020. Son cœur est la forêt de Piriu, formée de pins maritimes et noirs ainsi que de remarquables chênes verts multiséculaires qui compteraient parmi les plus vieux du monde. La yeuseraie de Piriu (77,9 ha) n'est plus exploitée depuis 1850.
Le Fango est un fleuve insulaire qui se jette dans la mer Méditerranée sur la façade ouest de la Corse. Ce fleuve a des eaux très claires grâce à sa très faible minéralisation. En effet, les trois quarts des éléments dissous contenus dans les eaux du Fango sont issus de l'atmosphère. Le fleuve est peu touché par les activités humaines qui sont principalement l'élevage et le tourisme. Toutefois, la fréquentation touristique s'est fortement développée ces dernières années le long du fleuve, pour la baignade.

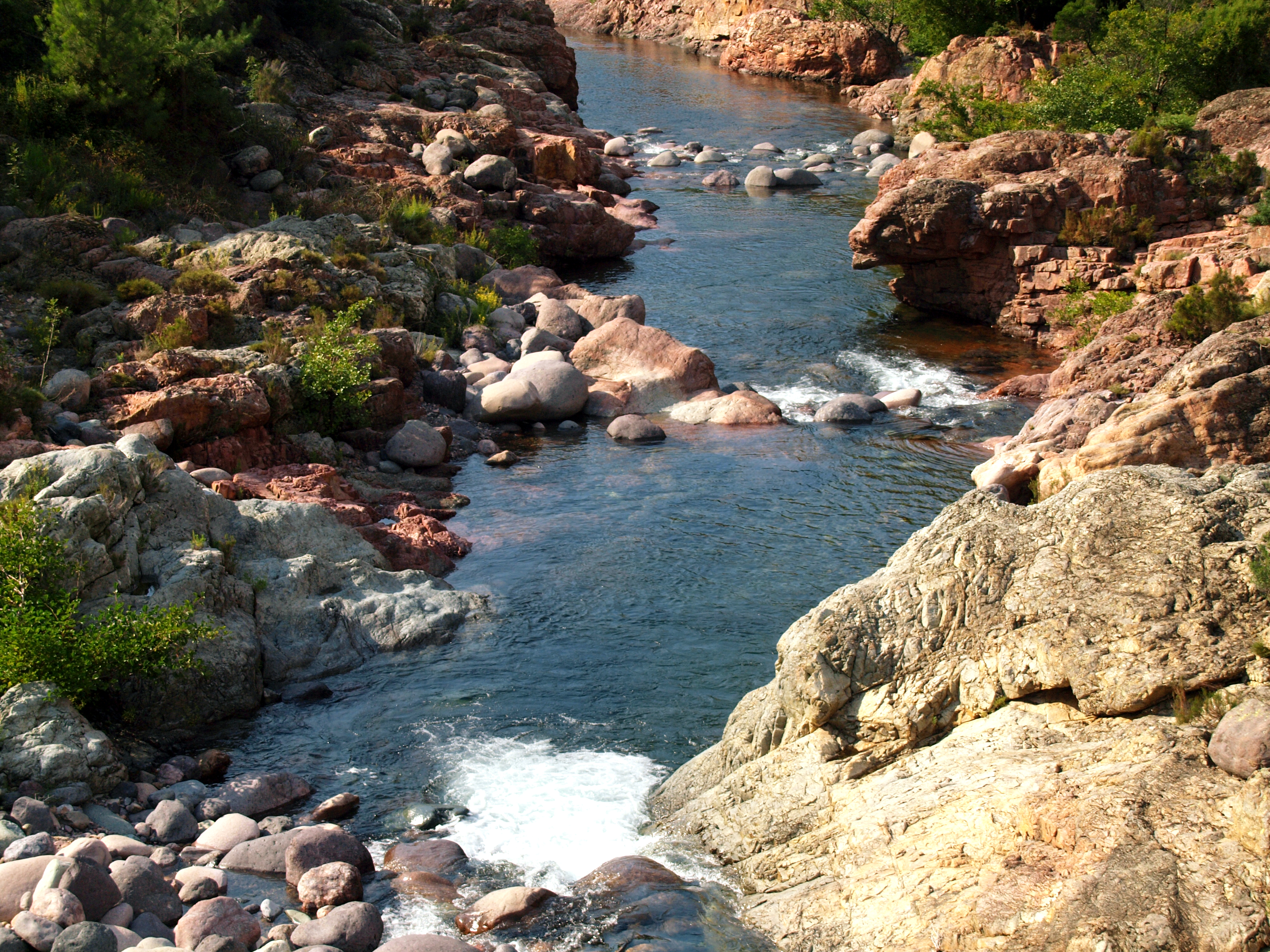
Le Fango.
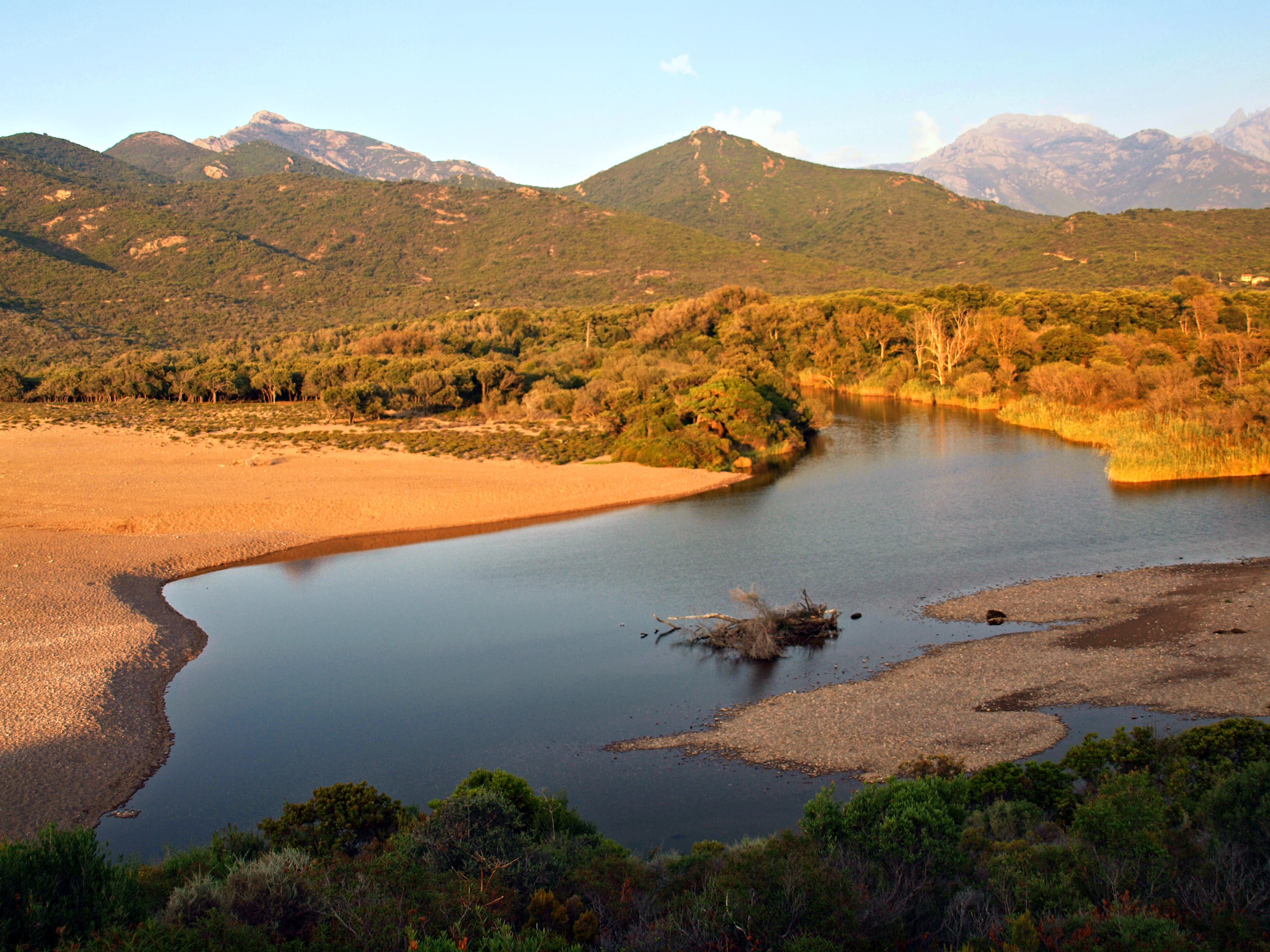
L'embouchure du Fango.
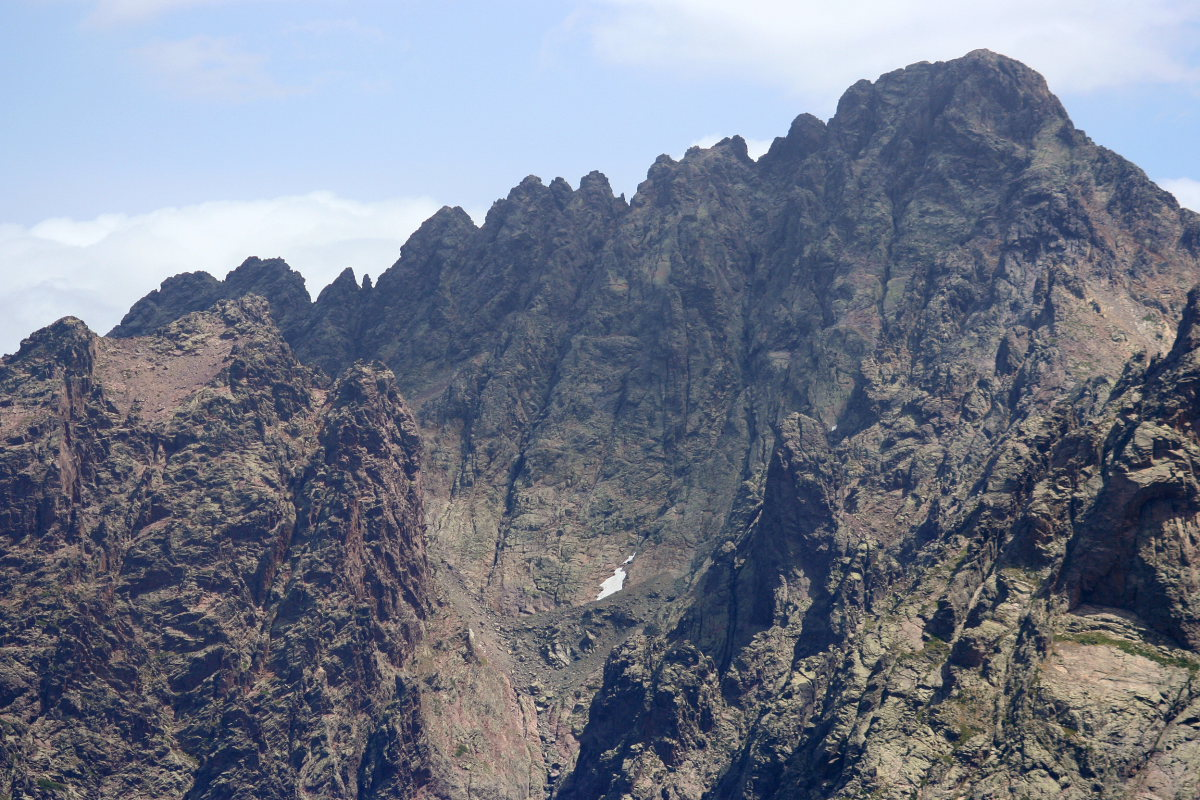
Vue des Cascettoni et de la Punta Minuta.

## Géographie
Le bassin versant du Fango s'étend sur environ 25 110 hectares, cette surface est couverte par la réserve de biosphère. Le fleuve prend sa source dans les montagnes corses, sur le mont Capu Tafunatu, à une altitude de 2 256 mètres, puis descend son cours torrentueux pour se jeter dans le golfe de Galéria et la mer Méditerranée. Il s'écoule sur une longueur de 24 km2.
La vallée du Fango correspond à la piève de Filosorma, du point de vue historique. Elle englobe, au moins en partie, les communes de Galéria, Manso et Calenzana.

## Aménagement et gestion
La réserve de biosphère a été créée en 1977, par le programme sur l'homme et la biosphère de l'UNESCO, elle a ensuite été agrandie et renommée "Falasorma-Dui Sevi" respectivement en 1990 et 2020. Sa structure coordinatrice est le parc naturel régional de Corse (PNRC) associé à un comité d'aide à la gestion composé des trois communes concernées (Galéria, Manso et Calenzana), de l'Office national des forêts et de « l'Association pour l'étude écologique du Maquis et des autres milieux naturels ». D'une surface totale de 25 110 ha, elle possède 979 ha d'espace marin.
Le bassin versant du Fango est classé comme zone Natura 2000. Le Fango a également reçu le label de « Site rivière sauvage » décerné par l'Office de l'environnement de la Corse. Il a fait l’objet d'un contrat de rivière, entre 2014 et 2019, pour un budget de 1,8 million d'€.

## Patrimoine naturel
La vallée du Fango est représentative des paysages méditerranéens sauvages, avec sa mosaïque de milieux qui s'étagent depuis la montagne (2 556 m) jusqu'au delta : l'Atlas des paysages de la DREAL de Corse, de 2012, défini deux types de paysages : d'une part des « massifs montagneux » où les éléments minéraux dominent, la végétation y est rase ; et d'autre part des vallées avec un versant nord très boisé et un versant sud où se sont installés des villages pittoresques. Aux étages supérieurs dominent le pin Laricio, puis le pin maritime et plus bas on trouve des formations de chêne vert.
Les pentes sont marquées et les ruisseaux forment des torrents entrecoupés de cascades et des vasques naturelles ou creux de dissolution (en).
La chênaie verte et le delta ont fait l'objet de deux ZNIEFF respectivement type 2 et type 1.

### Eau et milieu aquatique
En 2017, tous les indicateurs de qualité de l'eau, physico-chimique, chimique et écologique étaient soit « bons » soit « très bons », pour la station de Fango à Galeria (06222600). La qualité des eaux de baignade, pour Tuareli à Manso, sur le Fango, est notée de « qualité suffisante » (donc en dessous de bonne ou excellente), en 2019. La nature du substrat, formé de rhyolite, rend les eaux du fleuve peu minéralisées.
La Truite corse est présente en amont du bassin-versant, jusqu'au Montestremu. L'Anguille d'Europe et la Blennie fluviatile sont présentes dans le cours moyen du Fango.

### Formation forestière et maquis
Des analyses pédologiques suggèrent que la forêt de la côte ouest de la Corse, au début du Subatlantique (fin de l'Holocène, soit il y a 2500 ans environ), était formée de Pin Laricio et d'Ericaceae (bruyère de Corse, par exemple). Les formations de Pin maritime et de Chêne vert ont colonisé la région, entre il y a 2000 et 1000 ans, probablement sous l'influence de la migration de cette dernière espèce et de l'augmentation de la fréquence des incendies, conséquence de l'agriculture sur brûlis.
La Zone Naturelle d'Intérêt Écologique, Faunistique et Floristique « Chênaie verte du bassin du Fango » occupe 4 071 ha. L'Office national des forêts est propriétaire d'une partie de cette surface, elle est classée en réserve de chasse et de faune sauvage depuis 1994. L'essence principale de cette formation est le chêne vert ou « yeuse ». Elle est complétée dans le périmètre de la ZNIEFF par du matorral à Genévrier des forêts corses de Pin Laricio. Cette forêt accueille l'Autour des palombes, le Cincle plongeur et le Mouflon corse, trois espèces déterminantes de l'établissement de cet inventaire.

### Delta du Fango
Bien qu'il soit communément appelé « delta » il s'agit, selon le Muséum National d'Histoire Naturelle d'un estuaire classique.
Le large cordon dunaire, présent à cette embouchure, créé un système de retenues d'eau à écoulement lent, il s'y développe des espèces végétales potamiques. La ripisylve à aulnes et saules représente un intérêt botanique majeur. Le cordon dunaire et sa végétation de chênes verts ont été menacés par la présence de campings sauvages, l'acquisition des terres par le Conservatoire du littoral et des rivages lacustres lui assure une certaine protection. Les autres formations végétales sont un maquis bas (non arboré), en amont, et une formation de lauriers sauce, ainsi qu'une oliveraie.
Une population de Cistude d'Europe de la sous-espèce Emys orbicularis galloitalica, est présente dans le delta.

## Population et activités humaines
La densité de population de la réserve est très faible avec une population totale estimée à 450 habitants.
Historiquement, la vallée du Fango a constitué une importante partie du sentier de la transhumance pour les troupeaux du Niolo et de la Filosorma qui transitaient par les cols de Guagnerola et de Caprunale. Le pâturage a entrainé un changement de végétation : aux forêts ont succédé les maquis.
Les agences de tourisme vantent largement les eaux limpides et les piscines naturelles du Fango. La fréquentation, l'été, est évaluée à près de 1000 visiteurs par jour.